# Quixadá
Quixadá è un comune del Brasile nello Stato del Ceará, parte della mesoregione di Sertões Cearenses e della microregione di Sertão de Quixeramobim.

## Monumenti e luoghi d'interesse
- Santuario di Nostra Signora Immacolata Regina del Sertão, inaugurato nel 1995.